# سیارک ۹۶۸۳
سیارک ۹۶۸۳ (به انگلیسی: 9683 Rambaldo، نامگذاری:4099P-L) نه هزار و ششصد و هشتاد و سومین سیارک کشف شده‌است که در ۲۴ سپتامبر ۱۹۶۰ کشف شد.
قدر مطلق سیارک برابر ۱۵٫۲۰ است.